# Денемаркен
Денемаркен (нід. Denemarken) — селище в нідерландській провінції Гронінген. Входить до муніципалітету Мідден-Гронінген. Складається з десятка помешкань, здебільшого ферм.
Під територією селища знаходиться газове родовище Гронінген.